# Nazionale femminile di roller derby del Canada
La nazionale di roller derby del Canada è la selezione maggiore femminile di roller derby, il cui nickname è Team Canada, che rappresenta il Canada nelle varie competizioni ufficiali o amichevoli riservate a squadre nazionali. Si è classificata seconda al campionato mondiale di roller derby 2011.

## Risultati
Legenda: Grassetto: Risultato migliore, Corsivo: Mancate partecipazioni

## Dettaglio stagioni

### Amichevoli
| Stagione | Vin | Par | Per | Tot | PF   | PS   | avversaria                                                    |
| -------- | --- | --- | --- | --- | ---- | ---- | ------------------------------------------------------------- |
| 2008     | 2   | 0   | 1   | 3   | 305  | 238  | Glasgow, Londra, Birmingham                                   |
| 2013     | 0   | 0   | 1   | 1   | 72   | 252  | Stati Uniti                                                   |
| 2014     | 1   | 0   | 4   | 5   | 871  | 1198 | Stati Uniti, Inghilterra, Francia, Francia (maschile), Gotham |
|          |     |     |     |     |      |      |                                                               |
| Totale   | 3   | 0   | 6   | 9   | 1248 | 1688 |                                                               |

### Tornei

#### Mondiali
| Stagione | regular season | regular season | regular season | regular season | regular season | regular season | playoff | playoff | playoff | playoff | playoff | playoff   | playoff     |
|          | Vin            | Par            | Per            | Tot            | PF             | PS             | Vin     | Per     | Tot     | PF      | PS      | risultato | avversaria  |
| -------- | -------------- | -------------- | -------------- | -------------- | -------------- | -------------- | ------- | ------- | ------- | ------- | ------- | --------- | ----------- |
| 2011     | 3              | 0              | 0              | 3              | 848            | 50             | 2       | 1       | 3       | 693     | 457     | Seconda   | Stati Uniti |
| 2014     | 2              | 0              | 0              | 2              | 591            | 73             | 2       | 2       | 4       | 1111    | 573     | Quarta    | Australia   |
|          |                |                |                |                |                |                |         |         |         |         |         |           |             |
| Totale   | 5              | 0              | 0              | 5              | 1439           | 123            | 4       | 3       | 7       | 1804    | 1030    |           |             |

### Riepilogo bout disputati
| Anno | Luogo        | Evento                       | Fase del torneo      | Incontro                           | Risultato |
| 2008 | Glasgow      | Amichevole                   |                      | Glasgow Roller Derby - Canada      | 41 - 102  |
| 2008 | Londra       | Amichevole                   |                      | London Rollergirls - Canada        | 128 - 45  |
| 2008 | Birmingham   | Amichevole                   |                      | Birmingham Blitz Dames - Canada    | 69 - 158  |
| 2011 | Toronto      | Mondiale                     | Fase a gironi        | Canada - Francia                   | 244 - 17  |
| 2011 | Toronto      | Mondiale                     | Fase a gironi        | Canada - Svezia                    | 196 - 26  |
| 2011 | Toronto      | Mondiale                     | Fase a gironi        | Brasile - Canada                   | 7 - 408   |
| 2011 | Toronto      | Mondiale                     | Quarti di finale     | Canada - Finlandia                 | 499 - 31  |
| 2011 | Toronto      | Mondiale                     | Semifinale           | Canada - Inghilterra               | 161 - 90  |
| 2011 | Toronto      | Mondiale                     | Finale               | Stati Uniti - Canada               | 336 - 33  |
| 2013 | Philadelphia | East Cost Derby Extravaganza |                      | Stati Uniti - Canada               | 252 - 72  |
| 2014 |              | Amichevole                   |                      | Francia (maschile) - Canada        | 206 - 131 |
| 2014 | Nantes       | Super Brawl of Roller Derby  |                      | Canada - Inghilterra               | 145 - 259 |
| 2014 | Nantes       | Super Brawl of Roller Derby  |                      | Francia - Canada                   | 96 - 460  |
| 2014 | Feasterville | East Cost Derby Extravaganza |                      | Stati Uniti - Canada               | 356 - 90  |
| 2014 | New York     | Amichevole                   |                      | Gotham Girls Roller Derby - Canada | 281 - 45  |
| 2014 | Dallas       | Mondiale                     | Fase a gironi        | Canada - Argentina                 | 290 - 50  |
| 2014 | Dallas       | Mondiale                     | Fase a gironi        | Canada - Danimarca                 | 301 - 23  |
| 2014 | Dallas       | Mondiale                     | Ottavi di finale     | Canada - Brasile                   | 581 - 75  |
| 2014 | Dallas       | Mondiale                     | Quarti di finale     | Canada - Finlandia                 | 290 - 145 |
| 2014 | Dallas       | Mondiale                     | Semifinale           | Inghilterra - Canada               | 156 - 112 |
| 2014 | Dallas       | Mondiale                     | Finale 3º - 4º posto | Australia - Canada                 | 197 - 128 |

## Confronti con le altre Nazionali
Questi sono i saldi del Canada nei confronti delle Nazionali incontrate.

### Saldo positivo
| Nazionale | Giocate | Vinte | Pareggiate | Perse | PF  | PS  | Ultima vittoria | Ultimo pari | Ultima sconfitta |
| --------- | ------- | ----- | ---------- | ----- | --- | --- | --------------- | ----------- | ---------------- |
| Brasile   | 2       | 2     | 0          | 0     | 989 | 82  | 2011            | -           | -                |
| Finlandia | 2       | 2     | 0          | 0     | 789 | 176 | 2011            | -           | -                |
| Francia   | 2       | 2     | 0          | 0     | 704 | 113 | 2014            | -           | -                |
| Danimarca | 1       | 1     | 0          | 0     | 301 | 23  | 2014            | -           | -                |
| Argentina | 1       | 1     | 0          | 0     | 290 | 50  | 2014            | -           | -                |
| Svezia    | 1       | 1     | 0          | 0     | 196 | 26  | 2011            | -           | -                |

### Saldo negativo
| Nazionale          | Giocate | Vinte | Pareggiate | Perse | PF  | PS  | Ultima vittoria | Ultimo pari | Ultima sconfitta |
| ------------------ | ------- | ----- | ---------- | ----- | --- | --- | --------------- | ----------- | ---------------- |
| Francia (maschile) | 1       | 0     | 0          | 1     | 131 | 206 | -               | -           | 2014             |
| Australia          | 1       | 0     | 0          | 1     | 128 | 197 | -               | -           | 2014             |
| Inghilterra        | 3       | 1     | 0          | 2     | 418 | 505 | 2011            | -           | 2014             |
| Stati Uniti        | 3       | 0     | 0          | 3     | 195 | 944 | -               | -           | 2014             |